# Opiptacris unicolor
Opiptacris unicolor is een rechtvleugelig insect uit de familie veldsprinkhanen (Acrididae). De wetenschappelijke naam van deze soort is voor het eerst geldig gepubliceerd in 1975 door Willemse.